# Montenegro Stock Exchange
Die Montenegro Stock Exchange (MNSE) (montenegrinisch: Montenegroberza AD) ist eine Wertpapierbörse mit Sitz in Podgorica, Montenegro. Sie ist Montenegros einzige Börse. Die MNSE wurde 1993 gegründet und übernahm am 10. Januar 2011 die NEX Stock Exchange, ebenfalls in Podgorica, vollständig - integrierte sie und bildete einen einzigen montenegrinischen Kapitalmarkt.

## Geschichte
Die Montenegro Stock Exchange wurde im Juni 1993 gemäß dem Gesetz über Geld und Kapitalmarkt gegründet. Die ersten Aktionäre der Börse waren der Staat selbst und vier Nationalbanken:
- Montenegrobanka A.D. Podgorica;
- Pljevaljska banka A.D. Pljevlja;
- Beranska banka A.D. Berane;
- Hypothekenbank A.D. Podgorica

Im Jahr 1995 harmonisierte die montenegrinische Börse ihre Geschäftsaktivitäten mit dem Gesetz über Börse, Börsenaktivitäten und Agenten. In der Zwischenzeit wurde der Staat Jugoslawien neu definiert und bestimmte Befugnisse der föderalen Institutionen wurden von den in der Republik Montenegro gegründeten Institutionen übernommen.
Im Dezember 2013 wurde die Borsa İstanbul durch den Erwerb von 24,38 % ihres Kapitals Aktionär der Montenegro Stock Exchange.

## Indizes
Der MONEX20 und MONEXPIF sind die wichtigsten Aktienindizes der montenegrinischen Börse.

## Mitgliedschaften
Sie ist Mitglied der World Federation of Exchanges, der Federation of European Securities Exchanges und war Teil der Federation of Euro-Asian Stock Exchanges.